# Arrangiatevi
Arrangiatevi är en italiensk komedifilm från 1959 i regi av Mauro Bolognini.

## Rollista i urval
- Giuseppe De Filippo - Peppino Armentano
- Totò - farfar Illuminato
- Laura Adani - Maria Armentano
- Cristina Gaioni - Maria Berta Armentano
- Cathia Caro - Bianca Armentano
- Vittorio Caprioli - Pino Calamai
- Franca Valeri - Marisa
- Luigi De Filippo - Neri
- Giuliano Gemma - boxaren